# John Cipollina
John Cipollina (24. august 1943 – 29. maj 1989) var som guitarist bedst kendt som en af grundlæggerne og singleguitarist i San Francisco – rockbandet Quicksilver Messenger Service. Han forlod dette Band i 1973 og dannede Copperhead. Senere spillede han i en række forskellige Bands. Cipollina blev i 2003 af Rolling Stone placeret som #32 på listen over de 100 største guitarister gennem tiderne. 

## Udvalgt diskografi

### Med Quicksilver Messenger Service
- Quicksilver Messenger Service
- Happy Trails
- Shady Grove
- Just for Love
- What About Me
- Solid Silver

### Med Copperhead
- Copperhead